# Milan Stanislav Ďurica
Milan Stanislav Ďurica (Krivany, 13 agosto 1925 – Bratislava, 25 gennaio 2024) è stato uno storico, teologo e traduttore slovacco.

## Biografia
Ďurica compì i propri studi in varie università europee, ma in particolare a Padova. Il suo primo incarico nel 1956, una volta conseguita la laurea in teologia, fu come professore presso l'Istituto Teologico Salesiano di Abano Terme. Conseguì la laurea in scienze politiche nel 1961 all'Università di Padova, e nel 1967 divenne professore ordinario di storia politica e costituzionale dell'Europa Orientale nella stessa università, dove fu poi anche lettore di lingua slovacca. Nel 1969 fondò il Centro di Studi sull'Europa Orientale di Padova. Fu il fondatore ed editore de Il Mondo Slavo, annuario dell'Istituto di Filologia Slava dell'Università di Padova.
Dal 1993 Ďurica divenne anche professore di storia della Chiesa presso la Facoltà Teologica Cirillo e Metodio, dell'Università Comenio di Bratislava. Nel 1997 andò in pensione e nel 1998 tornò a vivere nella natìa Slovacchia.
Come storico, Ďurica focalizzò il suo lavoro sulla moderna storia della Slovacchia e sulla storia della Prima Repubblica Slovacca. Il suo libro di maggior successo, Dejiny Slovenska a Slovákov (Storia della Slovacchia e degli slovacchi), fu però anche il più controverso presso gli storici ed i politici slovacchi, benché sia il libro di storia slovacca più venduto di tutti i tempi. Infatti, anche se con alcuni apprezzamenti per il lavoro svolto su documenti presenti negli archivi italiani, all'epoca non accessibili agli altri storici cecoslovacchi sotto il regime comunista, venne tuttavia spesso criticato come "ultranazionalista". Come teologo, fu nominato da Papa Giovanni XXIII consulente esperto (peritus) della Pontificia Commissione per la Disciplina del Clero e dei Laici del Concilio Vaticano II.
Ďurica fu autore di oltre 1.700 pubblicazioni, edite in otto lingue. Per le sue attività scientifiche e culturali fu nominato Grand'Ufficiale dell'Ordine al Merito della Repubblica Italiana nel 1995. L'Accademia Teatina per le Scienze di Roma gli concesse il titolo di Accademico Onorario. Nel 1991 il Ministro della Cultura lo nominò primo presidente dell'Istituto Storico Slovacco di Roma (l'istituto fu chiuso e successivamente rifondato nel 2001).
Ďurica diede anche un importante contributo alla prima traduzione in slovacco delle opere di Dante Alighieri, Francesco Petrarca e Ugo Foscolo.

## Opere
- Dr. Jozef Tiso and the Jewish Problem in Slovakia, 1957
- La Slovacchia a le sue relazioni politiche con la Germania 1938 - 1945. Vol I., Padova, 1964
- Die Slowakei in der Märzkrise 1939, 1964
- Cultural Relations Between Slovakia and Italy in Modern Times, Toronto, 1978
- La lingua slovacca. Profilo storico-filologico guida bibliografica, Padova, 1983
- Dr. Jozef Kirschbaum und seine politische Tätigkeit im Lichte der Geheimdokumente des Dritten Reiches, München, 1988
- La Slovaquie et ses efforts vers l'independance (de 1848 a 1938), in Slovak Studies, 28-29, Bratislava, 1988
- Christliches Kulturlebe als historische Konstante der ethnischen Identität der Slowaken, in Slowakei, 26, Bratislava, 1989
- Die nationale Identität und ihr historischer Umriss in der slowakischen Wirklichkeit, in Slowakei, 26, Bratislava, 1989
- Slovenský národ a jeho štátnosť, Bratislava, 1990
- Recepcia F. Petrarcu v slovenskej kultúre, Bratislava, 1991
- A Historical Projection of the Heritage of Cyril and Methodius in the Slovak Culture, in Slovak Review, 1, Bratislava, 1992
- Andrej Hlinka priekopník sociálnej starostlivosti a demokratických práv slovenského ľudu, Bratislava, 1994
- Dejiny Slovenska a Slovákov, Slovenské pedagogické nakladateľstvo, Bratislava, 1995
- K otázke počiatkov slovenských dejín, Martin, 1995
- Priblížiť sa k pravde, Bratislava, 1997
- Milan Rastislav Štefánik vo svetle talianskych dokumentov, THB, 1998
- Slovenská republika 1939-1945, Bratislava, 1999, ISBN 80-7114-262-X.
- Jozef Tiso (1887-1947), Životopisný profil, Bratislava, 2006, ISBN 80-7114-572-6.
- Kedy sme vstúpili do dejín? K otázke začiatkov slovenských dejín, Bratislava, 2006, ISBN 80-7114-565-3.
- Odkedy sme Slováci? Pôvod Slovákov a kresťanstvo, Bratislava, 2006, ISBN 80-7114-485-1.
- Nacionalizmus alebo národné povedomie?, Bratislava, 2006, ISBN 80-7114-566-1.
- Dejiny Slovenska a Slovákov v časovej následnosti faktov dvoch tisícročí, Bratislava, 2007
- Slovenská republika a jej vzťah k Svätej stolici (1939-1945), Bratislava, 2007, ISBN 978-80-7114-651-3.
- Priblížiť sa k pravde. Kritický pohľad na Stanovisko Historického ústavu SAV k mojej knihe Dejiny Slovenska a Slovákov, Bratislava, 2007, ISBN 978-80-7114-606-3.
- Jozef Tiso v očiach neslovenských autorov, Bratislava, 2007, ISBN 978-80-7114-608-7.
- Slobodní murári, Bratislava, 2007, ISBN 978-80-7114-652-0.
- Moravskí Slováci. Cyrilo-metodovské dedictvo, Bratislava, 2007, ISBN 978-80-7114-607-0.
- Tomáš G. Masaryk a jeho vzťah k Slovákom, Bratislava, 2007, ISBN 978-80-7114-653-7.
- Edvard Beneš a jeho vzťah k Slovákom, Bratislava, 2008, ISBN 978-80-7114-668-1.
- Jozef Tiso a Židia, Bratislava, 2008, ISBN 978-80-7114-701-5.
- Vzťahy medzi Slovákmi a Čechmi, Bratislava, 2008, ISBN 978-80-7114-699-5.
- Slováci a Sedembolestná. Kultúrno-historický náčrt, Bratislava, 2008, ISBN 978-80-7114-700-8.
- Čo ohrozuje našu štátnosť. K 15. výročiu Slovenskej republiky, Bratislava, 2008, ISBN 978-80-7114-667-4.
- Židia zo Slovenska v dejinách kultúry a vedy, Bratislava, 2008, ISBN 978-80-7114-669-8.
- Slovenský národný odpor proti nacizmu, Bratislava, 2009, ISBN 978-80-7114-726-8.
- Slovenské dejiny a ich historiografia, Bratislava, 2009, ISBN 978-80-7114-784-8.
- Národná identita a jej historický profil v slovenskej spoločnosti, Bratislava, 2010, ISBN 978-80-7114-802-9.
- Ohrozenia kresťanstva v súčasnej politickej situácii, Bratislava, 2010, ISBN 978-80-7114-827-2.
- Z rozhrania svetov. Výber z básnickej tvorby, Bratislava, 2010, ISBN 978-80-7114-826-5.
- Ferdinand Ďurčanský a jeho vzťah k Hitlerovmu Nemecku, Bratislava, 2011, ISBN 978-80-7114-859-3.